# Alberto Grassi
Alberto Grassi (Lumezzane, provincia de Brescia, 7 de marzo de 1995) es un futbolista italiano. Juega de centrocampista y su equipo es la U. S. Cremonese de la Serie A de Italia.

## Trayectoria
Grassi se formó en las categorías inferiores del Augusta Lumezzane y del Atalanta, donde ganó un campeonato nacional Berretti en el año 2013. El 22 de noviembre de 2014 debutó en el primer equipo del club de Bérgamo, en un partido de la Serie A ante la Roma. En la temporada siguiente jugó a menudo como titular en el mediocampo atalantino.
El 27 de enero de 2016 fichó por el Napoli, firmando un contrato hasta el 30 de junio de 2020. El mismo día, durante su primer entrenamiento con el club, se lesionó y estuvo de baja hasta el 15 de febrero. Concluyó la temporada sin sumar partidos. El 30 de agosto fue cedido a su viejo club, el Atalanta. El 30 de noviembre marcó su primer gol como profesional contra el Pescara, en la cuarta ronda de la Copa Italia. Anotó su primer gol en la Serie A el 19 de marzo de 2017, otra vez contra el Pescara. El 27 de julio, el Napoli lo cedió al SPAL, recién ascendido a la máxima división italiana. En el club de Ferrara totalizó 28 presencias y 3 goles.
El 14 de agosto de 2018 fue cedido al Parma, recién ascendido a la Serie A. El 10 de julio de 2019 se prolongó la cesión una temporada más con obligación de compra.

## Selección nacional
Ha sido internacional con la selección de fútbol de Italia en las categorías sub-16, sub-17, sub-19, sub-20 y sub-21.

### Participaciones en Eurocopas
| Eurocopa                | Sede    | Resultado |
| ----------------------- | ------- | --------- |
| Eurocopa Sub-21 de 2017 | Polonia | Semifinal |

## Clubes
| Club                       | País   | Año       |
| -------------------------- | ------ | --------- |
| Atalanta B. C.             | Italia | 2014-2016 |
| S. S. C. Napoli            | Italia | 2016-2020 |
| Atalanta B. C. (cedido)    | Italia | 2016-2017 |
| S. P. A. L. 2013 (cedido)  | Italia | 2017-2018 |
| Parma Calcio 1913 (cedido) | Italia | 2018-2020 |
| Parma Calcio 1913          | Italia | 2020-2023 |
| Cagliari Calcio (cedido)   | Italia | 2021-2022 |
| Empoli F. C. (cedido)      | Italia | 2022-2023 |
| Empoli F. C.               | Italia | 2023-2025 |
| U. S. Cremonese            | Italia | 2025-     |